# AEW Worlds End
AEW Worlds End – cykl corocznych gal profesjonalnego wrestlingu produkowanych przez federację All Elite Wrestling i nadawanych na żywo w systemie pay-per-view. Od początku istnienia w 2023 roku odbywa się corocznie pod koniec grudnia w weekend poprzedzający Sylwestra. Wydarzenie jest również gospodarzem finału turnieju Continental Classic.

## Historia
25 października 2023 roku pojawiła się informacja, że amerykańska organizacja wrestlingu zawodowego All Elite Wrestling (AEW) złożyła wniosek o zastrzeżenie nazwy „Worlds End” jako znaku towarowego. Tego samego wieczoru w programie Dynamite, AEW ogłosiło, że zorganizuje galę pay-per-view (PPV) zatytułowaną Worlds End, która odbędzie się w sobotę 30 grudnia 2023 roku w Nassau Veterans Memorial Coliseum w Uniondale w stanie Nowy Jork na Long Island. Będzie to pierwsza gala PPV firmy organizowana w stanie Nowy Jork. 11 kwietnia 2024 roku AEW ogłosiło, że druga gala Worlds End odbędzie się 28 grudnia 2024 roku w Addition Financial Arena w Orlando w stanie Floryda, ustanawiając tym samym Worlds End coroczną galą PPV.

## Continental Classic
Continental Classic (C2) to coroczny turniej, który rozpoczyna się po wydarzeniu AEW Full Gear PPV w połowie listopada, a kończy na Worlds End pod koniec grudnia. Turniej odbywa się w systemie kołowym, z dwoma blokami sześciu wrestlerów - zatytułowanymi niebieska i złota liga - walczącymi ze sobą w programach telewizyjnych AEW, Dynamite, Rampage i Collision. Nagrodą w turnieju jest AEW Continental Championship. Obecny mistrz kontynentu automatycznie kwalifikuje się do turnieju, z pozostałymi 11 uczestnikami ogłoszonymi na krótko przed rozpoczęciem turnieju. Walki odbywają się zgodnie z "zasadami kontynentalnymi": każda walka ma 20-minutowy limit czasu, żadni inni zapaśnicy nie są dozwoleni przy ringu, a ingerencja z zewnątrz jest surowo zabroniona pod groźbą kar.

## Lista gal
| Gala              | Data                 | Lokalizacja          | Arena                             | Walka wieczoru                                                                                                  | Zwycięzca C2        | Przypis |
| ----------------- | -------------------- | -------------------- | --------------------------------- | --- | ------------------- | ------- |
| Worlds End (2023) | 30 grudnia 2023      | Uniondale, Nowy Jork | Nassau Veterans Memorial Coliseum | MJF (c) vs. Samoa Joe Singles match o AEW World Championship                                                    | Eddie Kingston      | [ 3 ]   |
| Worlds End (2024) | 28 grudnia 2024(dts) | Orlando, Floryda     | Addition Financial Arena          | Jon Moxley (c) vs. Orange Cassidy vs. "Hangman" Adam Page vs. Jay White Four-way match o AEW World Championship | Kazuchika Okada (c) | [ 4 ]   |